# Чурбай, Николай Иванович
Николай Иванович Чурба́й (настоящая фамилия — Колюшкин; 11 февраля 1908, Курмышский уезд Симбирской губернии — 6 августа 1944, Литовская ССР) — чувашский советский писатель, сатирик. Участник Великой Отечественной войны.

## Биография
Родился в деревне Кумаркино Курмышского уезда Симбирской губернии (ныне — Красночетайского района Чувашии). Окончил восьмилетнюю школу и Ядринский педагогический техникум, продолжил образование в Чувашском государственном педагогическом институте.
По окончании института работал учителем начальных классов, затем был приглашён в журнал «Ленин ҫулӗпе» («По ленинскому пути»), где исполнял обязанности ответственного секретаря. В том же здании располагалось Чувашское книжное издательство, с которым Чурбай начал сотрудничать в качестве редактора, а затем стал его главным редактором.
С 1928 года публиковал сатирические рассказы и юмористические миниатюры в журналах «Капкăн» («Капкан») и «Сунтал» («Наковальня»). Наиболее известные произведения — «Субботник», «Кĕмĕл укçа» («Серебряная монета»), «Авлантарчĕç» («Поженили»), «Хирĕçле план» («Встречный план»), «Ăса кĕчĕ» («Поумнел»), «Маннергейм патне янă çыру» («Открытое письмо Маннергейму»), «Макар доклачĕ» («Доклад Макара»). В 1932 году соавторстве с М. Сироткиным выпустил учебник географии для школы крестьянской молодёжи на чувашском языке. В 1941 году вышел сборник сатирических рассказов Чурбая «Йĕплĕ калавсем» («Колючие рассказы»).
С началом Великой Отечественной войны, в 1941 году, был призван в армию. Обучался на курсах политических и газетных работников Московского военного округа. Служил редактором дивизионной газеты Западного фронта, имел звание капитана, командовал ротой. В 1942 году был тяжело ранен в боях под Харьковом и попал в плен, из которого бежал. В августе 1944 года участвовал в освобождении Прибалтики, погиб у хутора Табуришкис возле деревни Плутишкис Литовской ССР. После войны перезахоронен в городе Казлу-Руда.
На доме, где в с 1934 по 1941 годы работал Николай Чурбай, установлена памятная доска.

## Награды
- Орден Отечественной войны II степени (дважды)[4]
- Орден Красной Звезды[1]